# Línea 152B (Interurbanos Madrid)
La línea 152B de la red de autobuses interurbanos de Madrid unía hasta el 21 de septiembre del 2012 el barrio de Pinar de Chamartín con San Sebastián de los Reyes.

## Características
Esta línea unía a los habitantes del casco antiguo de San Sebastián de los Reyes con el PAU de Sanchinarro y el barrio del Pinar de Chamartín de Madrid con un recorrido que duraba aproximadamente 30 min entre cabeceras.
La línea desapareció el 21 de septiembre del 2012 junto con la línea 153B para ser fusionadas en la actual línea 158 (que empezó a circular ese mismo día). Fue debido a la baja demanda de ambas líneas que se reorganizaron para crear una línea conjunta, con un recorrido que abarca los recorridos de ambas líneas, además de una prolongación hacia los nuevos desarrollos urbanísticos en la zona de Tempranales en San Sebastián de los Reyes.
Previa a la inauguración del Intercambiador de Plaza de Castilla subterráneo en febrero del 2008 la línea partía de dicho intercambiador en superficie, pero vio su cabecera desplazada permanentemente a la Pinar de Chamartín durante las obras y esta característica se comparte con la línea 158 que la reemplazó. Su denominación antes del cambio de cabecera era 152B Madrid (Plaza Castilla) - San Sebastián de los Reyes (por Chamartín). Al igual que la línea 153B, empezó a hacer este recorrido tras la apertura de la ampliación de la línea 1 de Metro de Madrid a Pinar de Chamartín.
En los carteles electrónicos de los autobuses la línea aparecía como B52 en vez de 152B para que se pudiese mostrar correctamente el nombre del destino en el cartel. Esta misma medida se aplicaba en las líneas 152C, 153B, 154C, 155B y 157C.
Siguiendo la numeración de líneas del CRTM, las líneas que circulan por el corredor 1 son aquellas que dan servicio a los municipios situados en torno a la A-1 y comienzan con un 1. Aquellas numeradas dentro de la decena 150 corresponden a aquellas que circulan por Alcobendas y San Sebastián de los Reyes. Particularmente, los números impares en la decena 150 circulan por Alcobendas y los números pares lo hacen por San Sebastián de los Reyes.
La línea mantenía los mismos horarios todo el año (exceptuando las vísperas de festivo y festivos de Navidad).
Estaba operada por la empresa Interbus mediante la concesión administrativa VCM-101 - Madrid - Alcobendas - Algete - Tamajón (Viajeros Comunidad de Madrid) del Consorcio Regional de Transportes de Madrid.

## Horarios
| Lunes a viernes laborables              |                |
| A 07:25 - 08:00 - 08:40                 |                |
| De 09:20 a 21:25                        | cada 45-50 min |
| Sábados laborables, domingos y festivos |                |
| A 07:45                                 |                |
| De 08:30 a 21:50                        | cada 50 min    |
| A 22:50                                 |                |

| Lunes a viernes laborables              |                |
| A 06:50 - 07:25 - 08:00                 |                |
| De 08:30 a 20:25                        | cada 45-50 min |
| Sábados laborables, domingos y festivos |                |
| A 07:20 - 07:50 - 08:20                 |                |
| De 09:05 a 21:35                        | cada 50 min    |

## Recorrido y paradas

### Nota importante
Las paradas que se describen a continuación (tanto de ida como de vuelta) fueron aquellas que realizaba la línea antes de ser suprimida. En la actualidad, algunas paradas aquí mostradas pueden haber sido suprimidas, cambiadas de nombre o realizadas por líneas distintas (que han modificado su recorrido o se han creado tras la supresión de la línea 152B). Para una información actualizada de las paradas actuales que realizan otras líneas, consultar sus páginas correspondientes. Por este motivo, no se ha incluido la línea 158 en las paradas, debido a que su creación fue posterior a la eliminación de la línea 152B.

### Sentido San Sebastián de los Reyes
La línea iniciaba su recorrido en la avenida de San Luis (3 paradas) junto con la línea 153B, desde donde se dirigía hacia el cruce de esta avenida con la calle de Arturo Soria (3 paradas), que recorría en sentido norte hasta el final de la misma bajo el puente de la M-11. Al otro lado tomaba la avenida del Ingeniero Emilio Herrera (sin paradas) hasta la plaza del Alcalde Moreno Torres (1 parada), donde giraba hacia el oeste por la avenida de Francisco Pi y Margall (3 paradas) hasta salir a la vía de servicio de la A-1.
En la vía de servicio tenía 4 paradas que prestaban servicio al área industrial y empresarial de la carretera de Burgos hasta llegar al km. 16, donde tomaba la salida en dirección a Alcobendas y penetraba en el casco urbano.
Dentro del casco urbano, salía de la travesía principal para circular por la avenida Olímpica (2 paradas), la calle de Francisca Delgado (sin paradas) y el bulevar de Salvador Allende (sin paradas) hasta llegar a la rotonda de Moscatelares. En ella tomaba la avenida de España (sin paradas), que recorría hasta girar hacia la calle Real de San Sebastián de los Reyes (2 paradas). Circulaba por la calle Real hasta el final, donde tenía su cabecera junto a la plaza de toros y la estación de Metro de Reyes Católicos.
| Código | Zona | Localidad                  | Denominación                                                       | Ubicación                              | Líneas de la parada                                                                           | Metro / Metro Ligero |
| ------ | ---- | -------------------------- | ------------------------------------------------------------------ | -------------------------------------- | --------------------------------------------------------------------------------------------- | -------------------- |
| 16807  |      | Madrid                     | Avenida de San Luis - Avenida de Burgos                            | Avenida de San Luis Nº97               | 129 150 152B 153B                                                                             |                      |
| 130    |      | Madrid                     | Avenida de San Luis - Calle del Condado de Treviño                 | Avenida de San Luis Nº166              | 129 150 152B 153B                                                                             |                      |
| 132    |      | Madrid                     | Avenida de San Luis - Calle de Serrano Galvache                    | Avenida de San Luis Nº158              | 129 150 152B 153B                                                                             |                      |
| 134    |      | Madrid                     | Calle de Arturo Soria - Avenida de San Luis                        | Calle del Jazmín Nº1                   | 29 125 129 150 152B 153B                                                                      |                      |
| 138    |      | Madrid                     | Calle de Arturo Soria - Calle de la Dalía                          | Calle de Arturo Soria Nº330            | 125 129 150 152B 153B                                                                         | Pinar de Chamartín   |
| 140    |      | Madrid                     | Calle de Arturo Soria - Avenida de Manuel Azaña                    | Calle de Arturo Soria Nº334            | 125 129 150 152B 153B                                                                         |                      |
| 5396   |      | Madrid                     | Plaza del Alcalde Moreno Torres                                    | Plaza del Alcalde Moreno Torres Nº4    | 172 174 152B 153B                                                                             | Virgen del Cortijo   |
| 16882  |      | Madrid                     | Avenida de Francisco Pi y Margall - Calle de Vicente Blasco Ibáñez | Avenida de Francisco Pi y Margall Nº75 | 152B 153B                                                                                     |                      |
| 3606   |      | Madrid                     | Avenida de Francisco Pi y Margall - Avenida de Isabel Valois       | Avenida de Francisco Pi y Margall Nº96 | 173 152B 153B                                                                                 |                      |
| 3604   |      | Madrid                     | Avenida de Francisco Pi y Margall - Calle de María de Portugal     | Avenida de Francisco Pi y Margall Nº89 | 173 152B 153B                                                                                 |                      |
| 06686  |      | Madrid                     | Avenida de Burgos - Centro Comercial Sanchinarro                   | Avenida de Burgos Nº133                | 151 152B 152C 153 153B154C 155 156 157 157C 159 161 166171 181 182 183 184 185 N101 N102 N103 |                      |
| 06687  |      | Madrid                     | Avenida de Burgos - Dominicos                                      | Avenida de Burgos km. 11,3             | 151 152B 152C 153 153B154C 155 156 157 157C 159 161 166171 181 182 183 184 185 N101 N102 N103 |                      |
| 06689  |      | Alcobendas                 | Carretera A-1 - Calle de Cuesta Blanca                             | Carretera de Irún km. 13,7             | 151 152B 152C 153 153B154C 156 159 161 166171 181 182 183 184 185 N101 N102 N103              |                      |
| 06690  |      | Alcobendas                 | Carretera de Irún - Concesionario                                  | Carretera de Irún km. 14,7             | 151 152B 152C 153 153B154 154C 156 157 161 166N103                                            |                      |
| 06691  |      | Alcobendas                 | Avenida Olímpica - Centro Comercial La Vega                        | Avenida Olímpica Nº9                   | 151 152B 152C 153 153B154 154C 156 161 166171 N103                                            |                      |
| 06692  |      | Alcobendas                 | Avenida Olímpica - Pabellón deportivo                              | Avenida Olímpica Nº3A                  | 151 152B 152C 153 153B154 154C 156 161 166171 181 182 183 191193194195196197N103              |                      |
| 06782  |      | San Sebastián de los Reyes | Calle Real - Calle de Carlos Ruiz                                  | Calle de Carlos Ruiz Nº2               | 152B 152C154154C 156161166                                                                    |                      |
| 06783  |      | San Sebastián de los Reyes | Calle Real - Calle de las Higueras                                 | Calle Real Nº30                        | 152B 152C154156161166457                                                                      |                      |
| 06785  |      | San Sebastián de los Reyes | Avenida de la Plaza de Toros - Estación de Reyes Católicos         | Avenida de la Plaza de Toros S/N.º     | 152B 154                                                                                      | Reyes Católicos      |

### Sentido Madrid (Pinar de Chamartín)
El recorrido de vuelta es igual a la ida pero en sentido contrario dentro del casco histórico de San Sebastián de los Reyes. Al salir del casco histórico de San Sebastián de los Reyes, circula por dentro del casco histórico de Alcobendas con paradas en las Calles de la Marquesa Viuda de Aldama y de la Libertad.
La línea sale al final de la calle de la Libertad a la A-1, teniendo de nuevo un recorrido igual al de la ida pero en sentido contrario hasta que llega a su cabecera en la avenida de San Luis.
| Código | Zona | Localidad                  | Denominación                                                             | Ubicación                                  | Líneas de la parada                                                                           | Metro / Metro Ligero |
| ------ | ---- | -------------------------- | ------------------------------------------------------------------------ | ------------------------------------------ | --------------------------------------------------------------------------------------------- | -------------------- |
| 06785  |      | San Sebastián de los Reyes | Avenida de la Plaza de Toros - Estación de Reyes Católicos               | Avenida de la Plaza de Toros S/N.º         | 152B 154                                                                                      | Reyes Católicos      |
| 11983  |      | San Sebastián de los Reyes | Calle Real - Centro de salud                                             | Calle Real Nº93                            | 152B 152C156161166171N10245                                                                   | Reyes Católicos      |
| 06786  |      | San Sebastián de los Reyes | Calle Real - Ayuntamiento                                                | Calle Real Nº25                            | 152B 152C156161166171N10245                                                                   |                      |
| 06790  |      | San Sebastián de los Reyes | Calle Real - Calle del Sacramento                                        | Calle Real Nº3                             | 152B 152C154 154C 156161166171827 827A N1022                                                  |                      |
| 06780  |      | Alcobendas                 | Calle de la Marquesa Viuda de Aldama - Travesía del Cañón                | Calle de la Marquesa Viuda de Aldama S/N.º | 152B 152C 154 154C 156 161 166171 N101                                                        |                      |
| 06755  |      | Alcobendas                 | Calle de la Marquesa Viuda de Aldama - Calle de Nuestra Señora del Pilar | Calle de la Marquesa Viuda de Aldama Nº14  | 151 152B 152C 153 153B154 154C 156 161 166171 827 828 N101 2 5 10                             |                      |
| 06768A |      | Alcobendas                 | Calle de la Libertad - Calle de Julián Baena Castro                      | Calle de la Libertad Nº26                  | 152B 153B154 171                                                                              |                      |
| 06863  |      | Alcobendas                 | Carretera A-1 - Calle de Cuesta Blanca                                   | Carretera de Irún km. 14,2                 | 151 152B 152C 153 153B154C 156 159 161 166171 181 182 183 184 185 N101 N102 N103              |                      |
| 06864  |      | Alcobendas                 | Carretera A-1 - El Encinar de los Reyes                                  | Carretera de Irún km. 13                   | 151 152B 152C 153 153B154C 156 159 161 166171 181 182 183 184 185 N101 N102 N103              |                      |
| 06865  |      | Madrid                     | Avenida de Burgos - Dominicos                                            | Avenida de Santo Domingo de la Calzada Nº1 | 151 152B 152C 153 153B154C 155 156 157 157C 159 161 166171 181 182 183 184 185 N101 N102 N103 |                      |
| 3603   |      | Madrid                     | Avenida de Francisco Pi y Margall - Calle de María de Portugal           | Avenida de Francisco Pi y Margall Nº89     | 173 N1 152B 153B                                                                              |                      |
| 3605   |      | Madrid                     | Avenida de Francisco Pi y Margall - Avenida de Isabel Valois             | Avenida de Francisco Pi y Margall Nº81     | 173 N1 152B 153B                                                                              |                      |
| 5395   |      | Madrid                     | Avenida de Francisco Pi y Margall - Calle de Vicente Blasco Ibáñez       | Avenida de Francisco Pi y Margall Nº75     | 174 152B 153B                                                                                 |                      |
| 5403   |      | Madrid                     | Avenida del Ingeniero Emilio Herrera - Plaza del Alcalde Moreno Torres   | Avenida del Ingeniero Emilio Herrera Nº12  | 174 N1 152B 153B                                                                              | Virgen del Cortijo   |
| 139    |      | Madrid                     | Calle de Arturo Soria - Avenida de Manuel Azaña                          | Calle de Arturo Soria Nº337                | 125 129 150 N1 152B 153B                                                                      |                      |
| 137    |      | Madrid                     | Calle de Arturo Soria Nº329                                              | Calle de Arturo Soria Nº329                | 125 129 150 N1 152B 153B                                                                      | Pinar de Chamartín   |
| 133    |      | Madrid                     | Calle de Arturo Soria - Avenida de San Luis                              | Calle de Arturo Soria Nº310                | 29 129 150 152B 153B                                                                          |                      |
| 131    |      | Madrid                     | Avenida de San Luis - Calle de Serrano Galvache                          | Avenida de San Luis Nº158                  | 129 150 152B 153B                                                                             |                      |
| 129    |      | Madrid                     | Avenida de San Luis - Calle del Condado de Treviño                       | Avenida de San Luis Nº166                  | 129 150 152B 153B                                                                             |                      |
| 16807  |      | Madrid                     | Avenida de San Luis - Avenida de Burgos                                  | Avenida de San Luis Nº97                   | 129 150 152B 153B                                                                             |                      |